# Guido del Giudice
Guido del Giudice (Napoli, 14 agosto 1957) è uno scrittore italiano, considerato, a livello internazionale, uno dei massimi conoscitori della vita e del pensiero di Giordano Bruno.

## Biografia
Dopo essersi laureato in medicina all'Università degli Studi di Napoli Federico II nel 1982 inizia a scrivere opere sulla vita e il pensiero di Giordano Bruno e sulla filosofia del Rinascimento.
È membro del comitato scientifico della Nicolas Benzin Stiftung.
Nel 2008 l'Accademia Internazionale Partenopea Federico II ha assegnato alla sua opera, La disputa di Cambrai. Camoeracensis acrotismus, il primo posto nel "Premio internazionale Giordano Bruno", quale "migliore opera d'ingegno dedicata al filosofo".
Dal 2013 pubblica i suoi articoli sulla rivista di letteratura e bibliofilia “la Biblioteca di Via Senato”.
Nel 2015 ha fondato “The Giordano Bruno Society”, associazione culturale per la diffusione del pensiero bruniano nel mondo.

## Opere
- WWW. Giordano Bruno, Marotta e Cafiero Editori, Napoli 2001.[4]
- La coincidenza degli opposti. Giordano Bruno tra Oriente e Occidente, Di Renzo Editore, Roma 2005.[5]
- Pubblicata una seconda edizione con il saggio: Bruno, Rabelais e Apollonio di Tiana, Di Renzo Editore, Roma 2006.[5]
- Due Orazioni. Oratio Valedictoria e Oratio Consolatoria, Di Renzo Editore, Roma 2006;[5]
- La disputa di Cambrai. Camoeracensis acrotismus, Di Renzo Editore, Roma 2008.
- Il Dio dei Geometri - quattro dialoghi, Di Renzo Editore, Roma, 2009.[5]
- Somma dei termini metafisici, con il saggio: Bruno in Svizzera, tra alchimisti e Rosacroce, Di Renzo Editore,Roma, 2010.
- Io dirò la verità. Intervista a Giordano Bruno, Di Renzo Editore, Roma, 2012.
- Contro i matematici, Di Renzo Editore, Roma, 2014.
- Giordano Bruno. Il profeta dell'universo infinito, The Giordano Bruno Society, Napoli, 2015.[6]
- Giordano Bruno. Epistole latine, Fondazione Mario Luzi, 2017.[7]
- Giordano Bruno. El profeta del universo infinito, Amazon, 2020.
- Giordano Bruno. Scintille d'infinito. Il pensiero del grande filosofo in 200 aforismi. Di Renzo Editore, 2020.
- Giordano Bruno. The prophet of the infinite universe, Amazon, 2022.
- Giordano Bruno. Candelaio. Versione in italiano moderno. Di Renzo Editore, 2022.
- Giordano Bruno. La cena delle Ceneri. Versione in italiano moderno. Di Renzo Editore, 2023.
- Sull'arte medica. Umanesimo scientifico e intelligenza artificiale. Di Renzo Editore, 2023.
- Rubedo. Giordano Bruno e il segreto dei Rosacroce. Amazon, 2023.